# Diego Moreno Garbayo
Diego Moreno Garbayo (Cintruénigo, 21 de junio de 2001) es un futbolista español que juega como lateral derecho en el C. A. Osasuna B de la Primera Federación de España.

## Trayectoria
Nacido en Cintruénigo, se unió al fútbol base del C. A. Osasuna en 2011 procedente del C. A. Cirbonero. Debutó con el filial el 19 de enero de 2020 partiendo como titular en una derrota por 2-0 frente al Real Valladolid Promesas en la antigua Segunda División B. El 24 de marzo de 2021, tras establecerse como habitual titular en el filial, renovó su contrato con el club hasta 2023. El 30 de diciembre del año siguiente volvió a renovar su contrato, esta vez hasta 2024.
Logró debutar con el primer equipo el 5 de enero de 2023 al entrar como suplente en la segunda mitad en una victoria por 1-2 contra el Gimnàstic de Tarragona en la Copa del Rey. Su debut profesional llegó cuatro días después al partir como titular en un empate por 0-0 frente al Athletic Club en la Primera División de España.
El 1 de julio de 2023, el equipo navarro hizo oficial su renovación hasta el 30 de junio de 2026, y su cesión por una temporada sin opción de compra al C. D. Mirandés. El 26 de enero de 2024, finalizó su cesión en el C. D. Mirandés con el que disputó 12 partidos y firmó hasta fin de temporada por el F. C. Cartagena de la Segunda División de España, de nuevo en calidad de cedido.

## Clubes
Actualizado al último partido disputado el 24 de mayo de 2025.
| Club                     | País   | Año       | Partidos | Goles |
| ------------------------ | ------ | --------- | -------- | ----- |
| C. A. Osasuna "B"        | España | 2020-act. | 104      | 3     |
| C. A. Osasuna            | España | 2023-     | 14       | 0     |
| C. D. Mirandés (Cedido)  | España | 2023      | 12       | 0     |
| F. C. Cartagena (Cedido) | España | 2024      | 14       | 0     |